# كامبلز بيه (كيبك)
كامبلز بيه (بالإنجليزية: Campbell's Bay, Quebec)‏ هي بلدية محلية في كيبيك تقع في كندا في Pontiac Regional County Municipality. يقدر عدد سكانها بـ 775 نسمة ومساحتها 3.50 كم2 .